# Iapetos
Iapéthos je v řecké mytologii Titán, syn boha nebe Úrana a bohyně země Gaie. Jeho potomky jsou Titáni Prométheus, Epimétheus, Atlás a Menoitius. První dva má se svou manželkou Themidou, Atlanta a Menoitia s Okeánovou Klymenou. Podle jiných pramenů je matkou všech Okeánovna Asia.
Je označován za titána smrtelného života, proto i jeho první dva synové byli považováni za smrtelníky. Během kastrace svého otce držel nebeskou bránu na západě. Jeho úkol později přijal jeho syn Atlas. Při boji Krona a Dia se přidal ke svému bratru a po porážce ho Zeus svrhl do Tartaru. Ve společnosti svého bratra zůstal i na obloze. Podle Krona (v římské mytologii Saturna) je pojmenována planeta Saturn a jeden z jejich měsíců se jmenuje Iapetus.

## Příbuzenstvo

### Sourozenci
- Ókeanos
- Koios
- Kríos
- Hyperíón
- Kronos

a Titánky jménem Theia, Rheia, Mnémosyné, Foibé, Themis a Téthys.

### Děti
- Prométheus,
- Epimétheus,
- Atlás a
- Menoitios.

Prométheovou a Epimétheovou matkou byla buď Klymené nebo Themis, Atlantovou a Menoitovou opět Klymené.